# グレート・スモーキー山脈国立公園
グレート・スモーキー山脈国立公園（Great Smoky Mountains National Park）は、アメリカ合衆国の国立公園で、アパラチア山脈を構成するブルー・リッジ山脈の一部であるグレート・スモーキー山脈の稜線をまたいでいる。東のノースカロライナ州と西のテネシー州の州境は、北東から南西へ、公園の中心線を通っている。アパラチアン・トレイルも、メイン州からジョージア州までの道中で、公園の中心を横切っている。
公園は、1934年米国議会によって設立を認められ、1940年、フランクリン・ルーズベルト大統領によって公式にオープンされた。面積は、2,110 km² (815 平方マイル)で、米国東部で最も広い保護地域の一つである。公園の入口は、アメリカ国道441号線 (Newfound Gap Road) 沿いのギャトリンバーグ (Gatlinburg) とチェロキー (Cherokee) の町にある。日本では、グレート・スモーキー・マウンテンズ国立公園、グレート・スモーキー・マウンテン国立公園とも呼ばれる。

## 自然の特徴
公園の標高は、250mから 2,000m（875から6,643フィート）に及んでおり、最も高い場所は、クリングマンズ・ドーム (Clingmans Dome)である。公園内には、1,829m （6,000 フィート）を超す山が16ある。
標高差の大きさが、米国東部全体の緯度の変化を再現している。実際、ここでの登山は、テネシー州からカナダへの旅行と同じである。北東部でよく見られる動植物は、公園のより標高の高い所で自らに合ったニッチを見出す一方、南方の種は、よりうららかで低い場所に住処を見つけ出した。
アパラチア山脈は北東から南西に伸びているため、多くの生き物は、最後の氷期において、氷河の障壁となる山脈を見つける代わりに山脈に沿って南に移動することができた。気候が温暖化するにつれ、多くの北の生き物は山脈沿いに北へ戻りつつあり、一方で南の生き物は膨張しつつある。

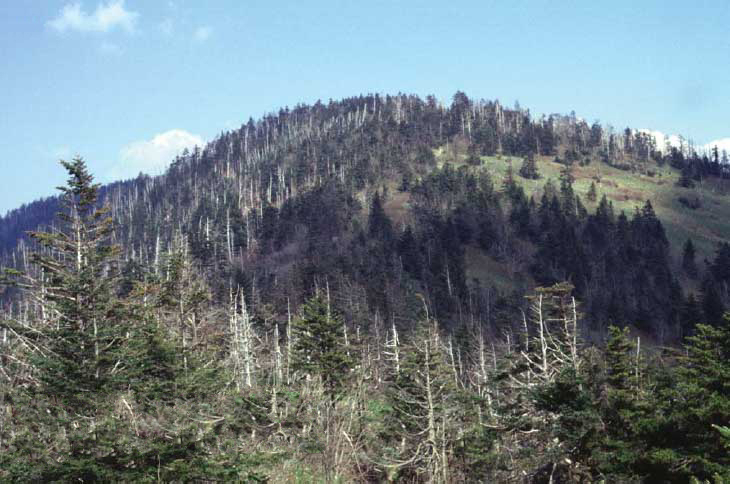
公園の最高地点で、フレイザー・モミの森があるクリングマンズ・ドーム

公園は通常極めて湿度が高く、降水量が多い。平均すると、谷間では年間 1,400mm（55インチ） 、山では年間 2,200mm（85インチ）の雨が降る。太平洋岸北西部とアラスカ州の一部を除く米国のいずれの地域よりも、年間降水量は多い。また一般的に、標高の低い周辺地域より涼しく、公園のほとんどははるかに北の地域と似て湿潤大陸性気候区分に属し、低地の温暖湿潤気候とは対照的である。公園のほぼ95%は、森で、おおよそ4分の1が原生林で、ヨーロッパ人のこの地域への入植以前から存在する木も多い。北米で、最大の落葉温帯原生林の１つである。
標高の多様性、豊富な雨量、原生林の存在が、公園の生物相を極めて豊かなものとしている。約1万種の動植物が公園に住んでいることが知られており、さらに知られていない生物が9万種住んでいると見積もられている。
公園監理官は、200種以上の鳥類、60種の哺乳類、カワマスなど50種の魚類、39種の爬虫類、多くの肺を欠くサンショウウオ（プレソドン科など）を含む43種の両生類を数えている。公園は、サンショウウオの世界の首都 (Salamander Capital of the World) という渾名を持っている。公園には特筆すべきクロクマの集団がおり、少なくとも1,800頭に達する。エルク (ワピチ) の公園への再導入が、2001年に始められた。
100種以上の樹木が公園で育っている。低い地域の森は、トネリコ属のような落葉樹が優位を占めている。より高地では、落葉樹は、フラセリーモミ (Fraser Fir) のようなツガ属、モミ属の針葉樹に取って代わられ、大規模なアカトウヒの原生林も見られる。なお、公園では1,400種を超える顕花植物と4,000種を超える隠花植物がみられる。

## アトラクションと楽しみ方

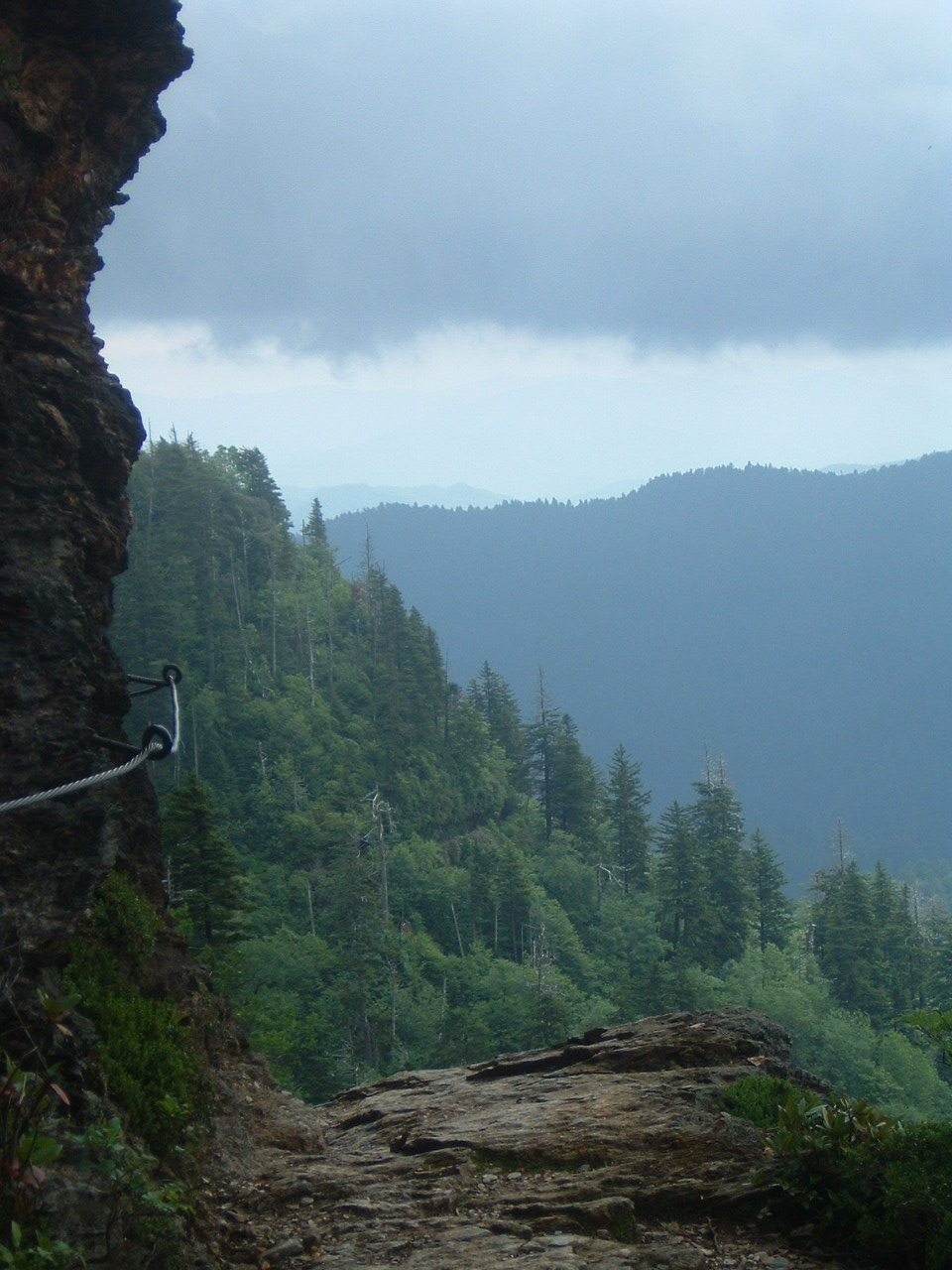
ルコント山頂に続くアルム・ケーブ・ブラフス山道は、グレート・スモーキー山脈のドラマティックな眺めを数多く提供してくれる

グレート・スモーキー山脈国立公園は、地域における観光客の強い誘引力となっている。2003年、観光客は900万人超、観光客以外の訪問者は1,100万人を記録し、他の国立公園の倍となっている（2006年の観光客数は、9,289,215人）。周辺の町、とりわけテネシー州のギャトリンバーグ、ピジョン・フォージ (Pigeon Forge)、セヴィアーヴィル (Sevierville)、タウンゼンド (Townsend)とノースカロライナ州のチェロキー (Cherokee)、シルヴィア (Sylva)、マギー・ヴァレー (Maggie Valley) 、ブライソン・シティー (Bryson City) は、公園によって多額の観光収入を得ている。
公園内の2つの主なビジター・センターは、ギャトリンバーグ口近くのシュガーランズ (Sugarlands)・ビジター・センターと公園の東口のチェロキーの近くのオコナルフテー (Oconaluftee )・ビジター・センターである。レンジャーが駐在するこれらのビジター・センターでは、野生動物、地質、公園の歴史が展示されている。本、地図、土産物も売っている。
アメリカ国道441号線（公園内では、ニューファウンド・ギャップ・ロード (Newfound Gap Road)として知られている） が、公園の中央を走っており、多くの山道の起点や展望台に自動車で行くことができる。それらのうち最も有名なものは、ニューファウンド・ギャップ (Newfound Gap) である。標高1,539m（5,048フィート）、山脈中最も低い峠であり、テネシー州とノースカロライナ州境の公園の中心に近い場所で、州境の町、ギャトリンバーグとチェロキーの間にある。1940年、ロックフェラー記念碑 (Rockefeller Memorial) から、フランクリン・ルーズベルトが国立公園の除幕式をしたのはここである。晴れた日には、ニューファウンド・ギャップで、公園内で幹線道路でいけるうちで最も壮大な景色がほぼ間違いなく楽しめる。
公園には、数多くの歴史的施設がある。それらの中で最も保存状態が良い（そして最も人気がある）ものは、ケーズ・コーブ (Cades Cove) である。ケーズ・コーブは、丸太小屋、納屋、教会といった数多くの保存状態の良い歴史的建物のある谷である。ケーズ・コーブは、公園内で最も訪れる人が多い場所であり、公園自体が米国で最も来園者が多い国立公園である。ガイドなしで自動車や自転車で公園を訪れる多くの観光客は、古い時代の南部アパラチアの生活を垣間見ることができる。

### ハイキング

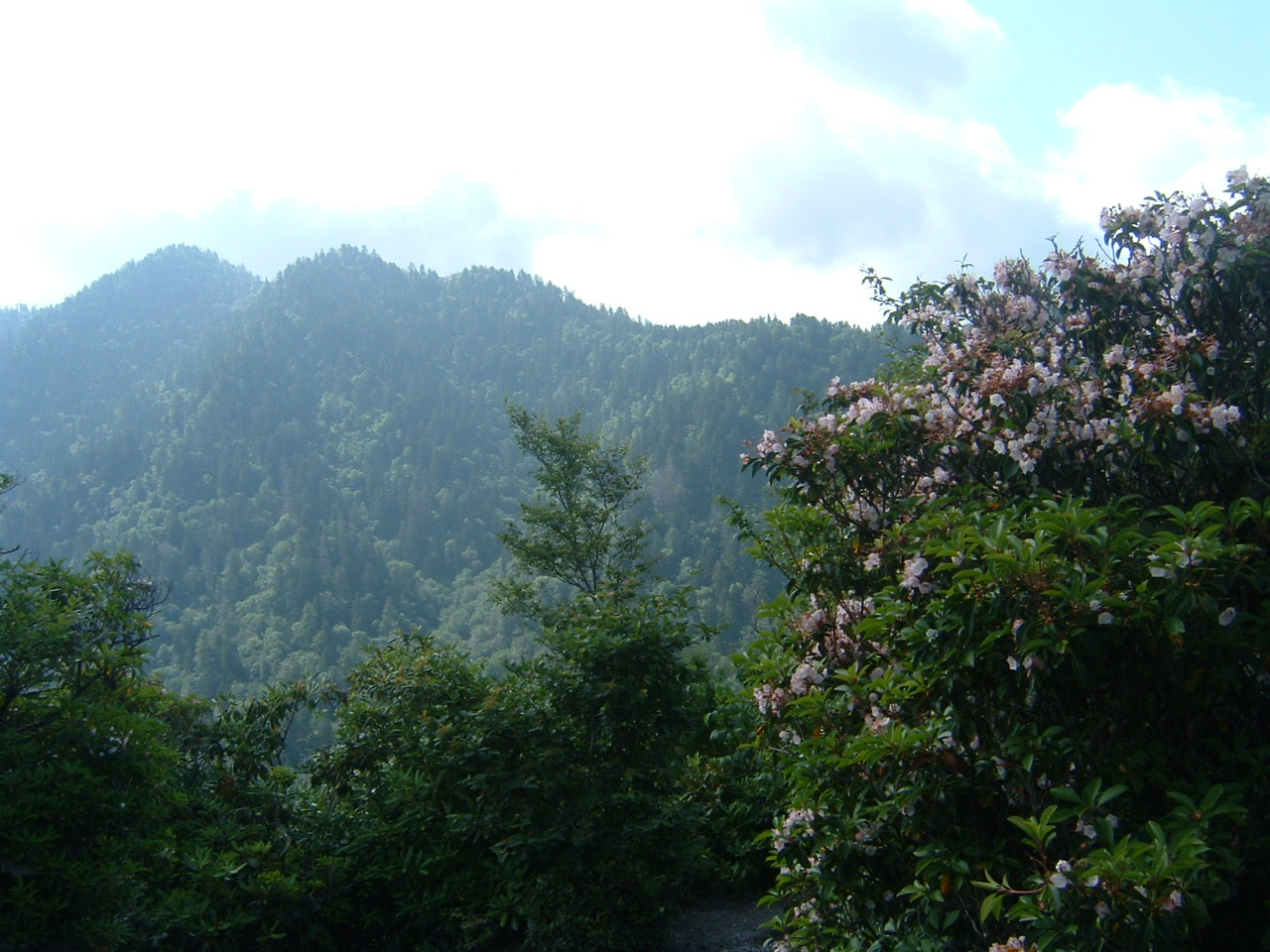
チムニー・トップス (Chimney Tops) は、ハイカーに人気がある。

112.65 km （70 マイル） のアパラチア自然歩道を含め、公園内には1,368 km (850 マイル) に達するハイキング用の山道や未舗装路がある。高さ2,009m（6,593 フィート）のルコント山 (Mount Le Conte) は、公園内で3番目に高く、麓から頂上までの高さはミシシッピ川東部で最も高い。そうしたことから、公園内で最も人気の高い場所の一つとなっている。アルム・ケーブ山道 (Alum Cave Trail) は、頂上に通じる5つの道の中で最も人通りが多く、ルコント・ロッジ (LeConte Lodge) に泊まろうと計画するハイカーに、多くの見事な眺めと類のない自然の魅力（例えば、アルム・ケーブ・ブラフス (Alum Cave Bluffs) とアーチ・ロック (Arch Rock)）を提供する。ルコント・ロッジは、簡易宿泊施設となっており（冬季を除く）、頂上の近くにある。山道でしか行けない、公園内で唯一つの民間の宿泊施設である。
人気のあるハイキング用のその他の歩道はチムニー・トップスの頂上に続く。チムニー・トップスは、そのユニークなふたこぶの山頂のため、そのように名付けられている。この短いが骨の折れるハイキングは、周囲を取り囲む山頂の壮大なパノラマで、自然を愛する人に報いる。なだらかな道が良い人にとっては、ローレル滝山道とクリングマンズ・ドーム山道は、それぞれの目的地まで比較的簡単で短く舗装されている。ローレル滝山道 (Laurel Falls Trail) は、24 m（80 フィート）の迫力のある滝に続いている。クリングマンズ・ドーム山道は、55フィートの展望台に続いており、晴れた日にはそこから何マイルにも渡ってテネシー州とノースカロライナ州の山々が見える
ハイキングに加え、公園ではトレッキングとキャンプが、特にアパラチア自然歩道沿いに設けられた山小屋で、楽しめる。指定キャンプ場も、公園中にちらばっている。いずれの場所でも宿泊には許可が必要で、その許可はほとんど常に一夜に限り有効である。

## 参考文献

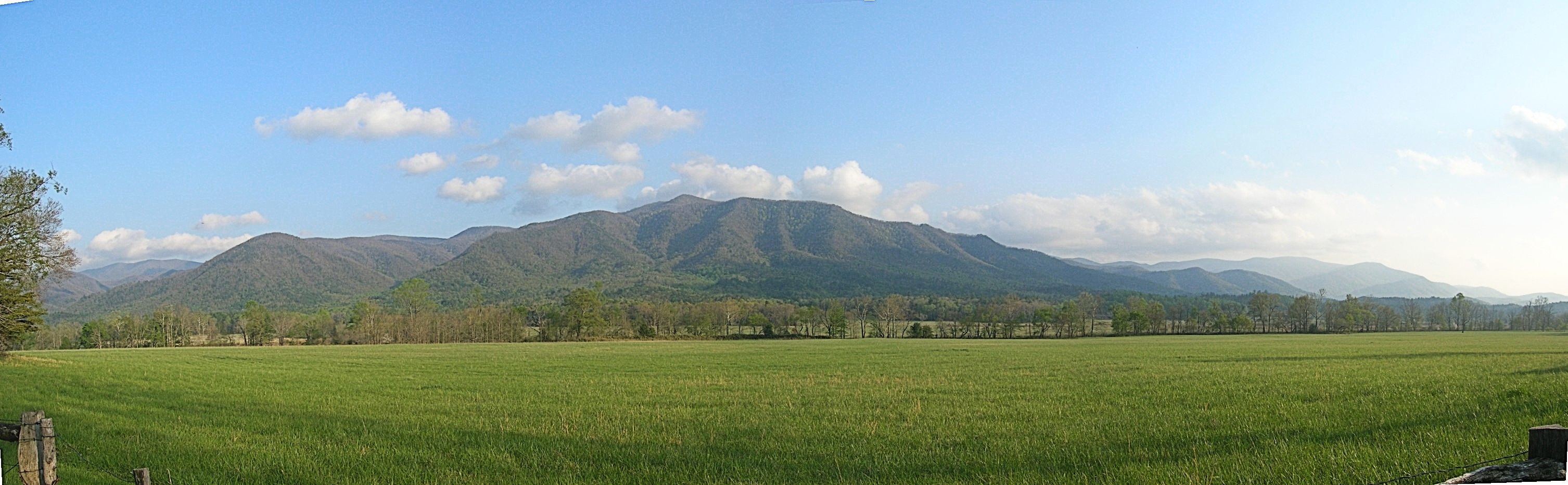
ケーズ・コーブのパノラマ写真

### その他の楽しみ方
釣りは、従わねばならない厳しい規則があるにもかかわらず、公園内でハイキングと単純な観光に次ぐ人気がある。乗馬（特定の山道で公園が貸し出している）、サイクリング（ケーズ・コーブで貸し出されている）、ウォーターチュービング、いずれも公園内で行われている。

## 人間の歴史

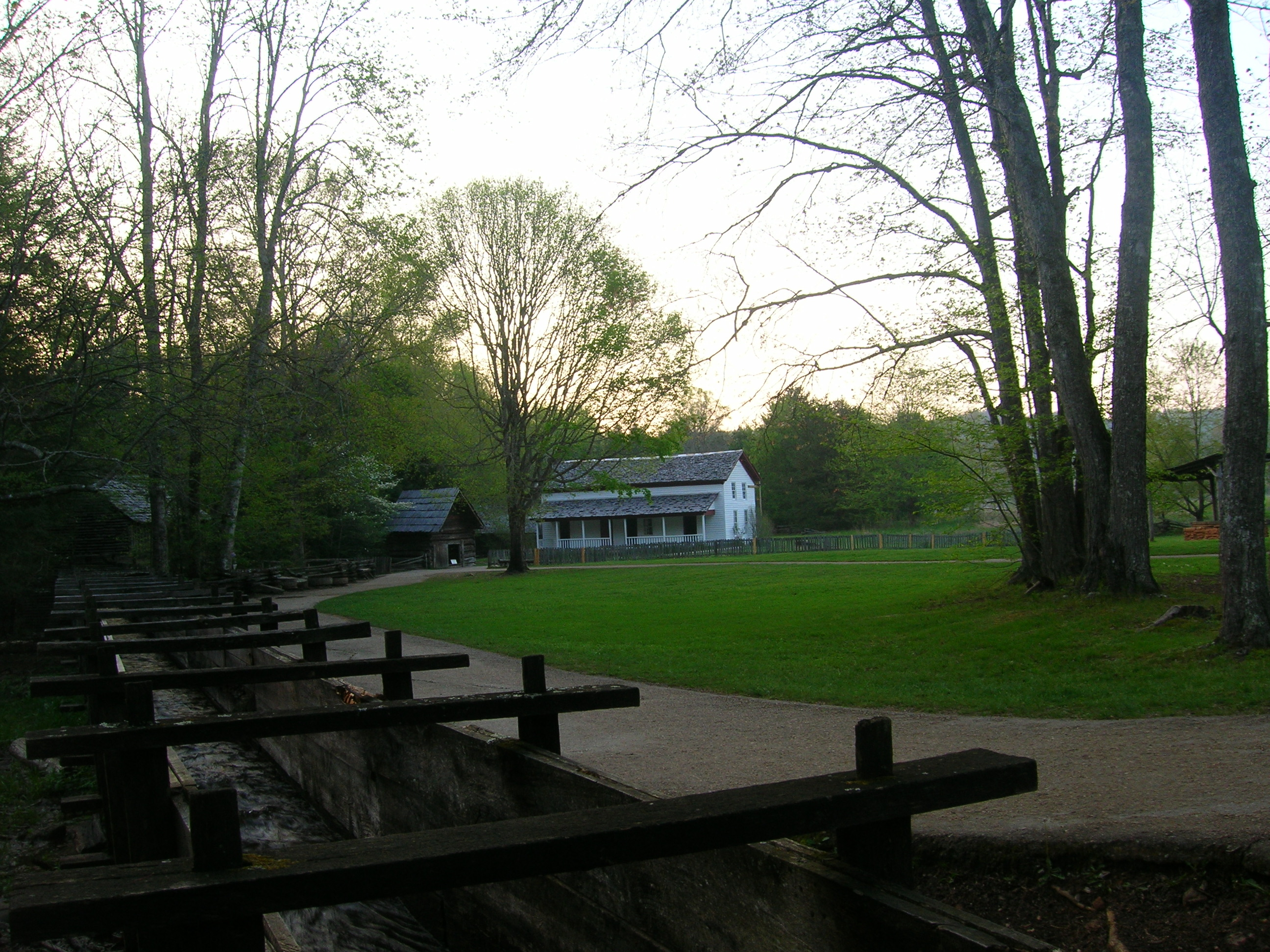
ケーズ・コーブにあるジョン・ケーブル邸 (John Cable Homestead)

ヨーロッパの入植者がやってくる以前は、この地は、チェロキーインディアンの故国の一部であった。白人の開拓者は、18世紀と19世紀の初期に入植を始めた。1830年、アンドリュー・ジャクソン大統領は、インディアン強制移住法 (Indian Removal Act) に署名し、結局ミシシッピ川東部のすべてのインディアンの部族を現在のオクラホマ州へと強制移住させる結果となる一連の事件が始まった。多くのチェロキー・インディアンは立ち去ったが、反乱兵士ツサリ (Tsali) に率いられた者達は、現在のグレート・スモーキー山脈国立公園の地域に潜伏した。その一部の子孫は、公園の南にあるクアラ保留地 (Qualla Reservation) に現在も住んでいる。
白人が入植するにつれ、木材産業が山中の主たる産業となった。切り逃げスタイルの皆伐が、自然の美を破壊しつつあったため、訪問者と地元住民は、土地の保全のための資金を集めるために、共に団結した。米国国立公園局は、米国東部に公園が欲しいと考えていたが、公園を設立するために多額の資金を使いたくなかった。
米国議会は1926年に公園の設立を認めたが、公園の設立のための中核となるべき連邦政府が所有する土地がなかった。1筆1筆土地をまとめるため、ジョン・ロックフェラー2世が500万ドル寄付し、連邦政府が200万ドルを加え、テネシー州とノースカロライナ州の市民も資金を負担した。1934年6月15日、公園は公式に設立された。
世界恐慌の時期に、民間資源局 (Civilian Conservation Corps)、公共事業促進局、その他の政府機関は道、火事対策の物見やぐら、その他公園のインフラ整備を行った。
公園は、1976年、生物圏保護区に指定され、1983年、ユネスコの世界遺産に登録された。1988年に「南部アパラチア山脈生物圏保護区」の一部となった。
しかし近年では、自動車、発電所、工場での化石燃料の使用による大気汚染のため、眺望の悪化、地表でのオゾンの増加、酸性雨、酸性雲等に苦しめられている。また、ヨーロッパや日本原産のアブラムシによって公園内の木々が枯死するなど、外来種の昆虫、植物、イノシシ、マスの侵入も問題になっている。
2020年9月19日、国立公園への入口の看板に黒いクマの毛皮が掛けられた上に「ここから湖までブラック・ライブズ・ドント・マター（黒人の命はどうでもいい）」と書いた段ボールが掲げられていた。これは同年、盛んになった人種差別反対運動のスローガン「ブラック・ライブズ・マター」をもじったものである。この行為を公園当局は極めて悪質なものと捉え、行為を行った人物の特定や逮捕につながる情報の提供者に懸賞金を出すことを発表した。

## 世界遺産

### 登録基準
この世界遺産は世界遺産登録基準のうち、以下の条件を満たし、登録された（以下の基準は世界遺産センター公表の登録基準からの翻訳、引用である）。
- (7) ひときわすぐれた自然美及び美的な重要性をもつ最高の自然現象または地域を含むもの。
- (8) 地球の歴史上の主要な段階を示す顕著な見本であるもの。これには生物の記録、地形の発達における重要な地学的進行過程、重要な地形的特性、自然地理的特性などが含まれる。
- (9) 陸上、淡水、沿岸および海洋生態系と動植物群集の進化と発達において進行しつつある重要な生態学的、生物学的プロセスを示す顕著な見本であるもの。
- (10) 生物多様性の本来的保全にとって、もっとも重要かつ意義深い自然生息地を含んでいるもの。これには科学上または保全上の観点から、すぐれて普遍的価値を持つ絶滅の恐れのある種の生息地などが含まれる。